# Niconia

Mapa con varias colonias griegas del norte del mar Negro donde se aprecia la situación de Niconia.

Niconia o Niconio (Griego antiguo: Νικωνία, Νικώνιον), fue una colonia griega del Ponto Euxino.
Estrabón la sitúa al norte de la desembocadura del río Tiras (Dniéster), mientras en la otra parte de la desembocadura ubica la ciudad de Ofiusa. Ambas estaban próximas a otra ciudad llamada Tiras. El Periplo de Pseudo-Escílax cita también las ciudades de Niconio y Ofiusa, que eran bañadas por el río Tiras.
Fue fundada por colonos de Mileto o de Istros. Perteneció a la liga de Delos puesto que como tal aparece en un decreto ateniense de 425/4 a. C.
Se localiza en Ucrania, en la población de Roksolanskoye.